# ترنس هاردیمن
ترنس هاردیمن (انگلیسی: Terrence Hardiman؛ زادهٔ ۶ آوریل ۱۹۳۷) بازیگر اهل بریتانیا است. وی از سال ۱۹۶۵ میلادی تاکنون مشغول فعالیت بوده‌است.

## سینما
- آقای ترنر (۲۰۱۴)
- ماهیان (۲۰۰۷)
- مظنون اصلی ۳ (۱۹۹۳)
- صحرا (۱۹۸۳)
- گاندی (۱۹۸۲) در نقش «رمزی مک‌دونالد»

### تلویزیون
- دکتر هو (۲۰۱۰)
- پزشکان (۲۰۰۹)
- بدترین هفتهٔ عمرم (۲۰۰۵)
- بیمارستان رویال (۲۰۰۵)
- دادگاه (۲۰۰۴)
- بدترین جادوگر (۲۰۰۱-۱۹۹۸)
- جاناتان کریک (۱۹۹۹)
- حکم (۱۹۹۸)
- تپش قلب (۱۹۹۸)
- عجیب اما واقعی؟ (۱۹۹۷)
- خدانگهدار عزیز دلم (۱۹۹۵)
- خاطرات ایندیانا جونر جئان (۱۹۹۳)
- پوآرو (۱۹۹۳)
- این دیوید هارپر است (۱۹۹۰)
- بازرس مورس (۱۹۸۸)
- خانم مارپل (۱۹۸۷)
- ژولیت براوو (۱۹۸۲)
- ارتش سری (۱۹۷۹) در نقش «سرگرد راینهارت»
- خاطرات هیچ‌کس (۱۹۷۹)
- فرشتگان (۱۹۷۸)